# Königreich Jemen
Königreich Jemen, auch bekannt als Mutawakkilitisches Königreich Jemen (arabisch المملكة المتوكلية اليمنية, DMG al-Mamlaka al-Mutawakkiliyya al-Yamaniyya), bezeichnet die Phase der Monarchie im Nordjemen nach der Unabhängigkeit 1911 bis zur durch einen Militärputsch herbeigeführten Einführung der republikanischen Staatsform 1962, die in die Jemenitische Arabische Republik mündete.

## Geschichte
Nach der Unterwerfung des Südjemen durch die Briten in der ersten Hälfte des 19. Jahrhunderts eroberten die Osmanen im Jahre 1872 Sanaa und den Nordjemen und errichteten das Vilâyet Jemen. Dies führte zu mehreren Aufständen der Stämme unter den Zaiditen, sodass die Osmanen 1911 faktisch die Unabhängigkeit des nördlichen Jemen unter Imam Yahya Muhammad Hamid ad-Din (1904–1948) anerkennen mussten. Am 30. Oktober 1918 erfolgte die formelle Unabhängigkeitserklärung vom Osmanischen Reich. Die Unabhängigkeit wurde 1925 vom Vereinigten Königreich und 1926 international anerkannt. Im gleichen Jahr erklärte sich Yahya Muhammad Hamid ad-Din zum König des Jemen.

Flagge des Königreiches von 1918 bis 1923
Flagge des Königreiches von 1923 bis 1927

In den 1920er Jahren dehnte Imam Yahya den jemenitischen Machtbereich nach Norden bis in den Süden der Tihama und der Provinz Asir aus, was zum Konflikt mit dem saudischen König Abd al-Aziz ibn Saud des Hedschas und des Nadschd führte. In den 1930er Jahren eroberte das neu gegründete Königreich Saudi-Arabien die Gebiete bis zur Stadt al-Hudaida in Südtihama zurück. Nach dem Saudi-Jemenitischen Krieg von 1934 wurde die Grenzziehung im Vertrag von Taif vom 20. Mai 1934 festgelegt. Die seit osmanischer Zeit umstrittene Südgrenze zur Südarabischen Föderation führte immer wieder zu Grenzkonflikten mit den Briten.
Das Königreich wurde am 22. März 1945 Gründungsmitglied der Arabischen Liga und trat am 30. September 1947 den Vereinten Nationen bei.
In der Mitte des 20. Jahrhunderts verließen die meisten jemenitischen Juden das Königreich und wanderten in den neu gegründeten Staat Israel aus.

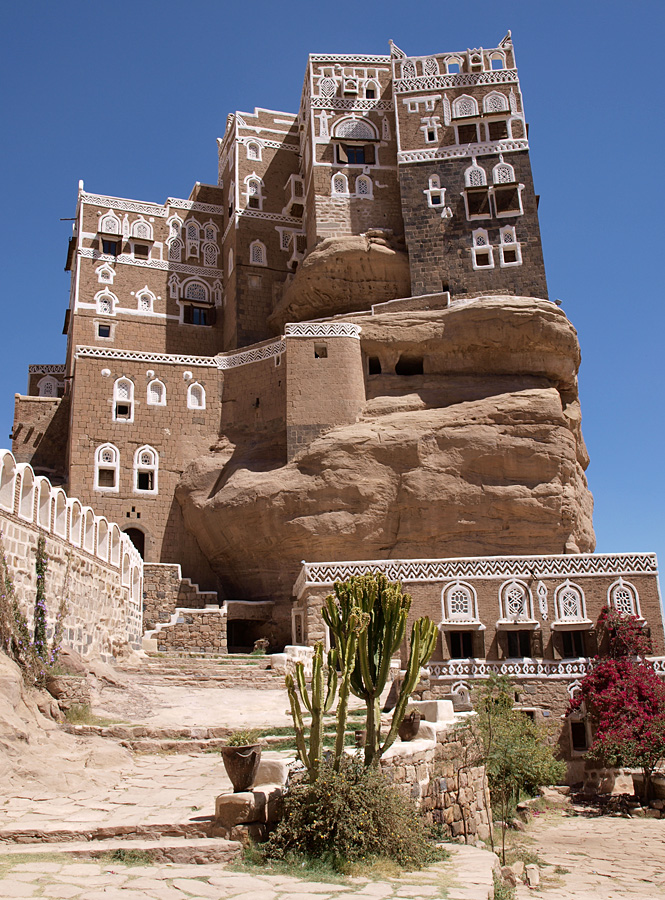
Residenz von Imam Yahya nahe Sanaa

1948 wurde Imam Yahya bei einem Putsch ermordet und Ahmad ibn Yahya (1948–1962) trat seine Nachfolge an. Dessen Herrschaft war von Wirtschaftswachstum, der Öffnung des Landes, aber auch erneuten Konflikten mit den Briten im Südjemen geprägt, die er für die Gründung eines Großjemen bekämpfte. Im März 1955 scheiterte ein Putschversuch von Offizieren und zwei Brüdern des Königs. Unter Ahmad ibn Yahya konnte die Opposition ins Exil nach Aden gedrängt werden. Imam Ahmad unterstützte außenpolitisch die panarabische Politik von Ägyptens Präsident Gamal Abdel Nasser und unterzeichnete im April 1956 einen Verteidigungspakt mit Ägypten. 1958 trat Nordjemen der Vereinigten Arabischen Republik von Ägypten und Syrien bei und gründete so die Vereinigten Arabischen Staaten, die im September 1961 am Ägyptisch-Jemenitischen Konflikt zerbrachen.
Im September 1962 starb Ahmad und sein Sohn Muhammad al-Badr trat die Nachfolge an. Von Ägyptern ausgebildete Offiziere nahmen, inspiriert von Nasser, die Hauptstadt Sanaa ein und gründeten die Jemenitische Arabische Republik. Ägypten unterstützte die neue Republik mit Truppen, während Saudi-Arabien und Jordanien die Royalisten unterstützten, was zum Nordjemenitischen Bürgerkrieg führte. Der Krieg dauerte bis 1967, als die ägyptischen Truppen besiegt wurden. Nach dem letzten Versuch der Royalisten, Sanaa einzunehmen, suchten die Konfliktparteien eine Friedenslösung und Saudi-Arabien erkannte die Republik 1970 schließlich an.

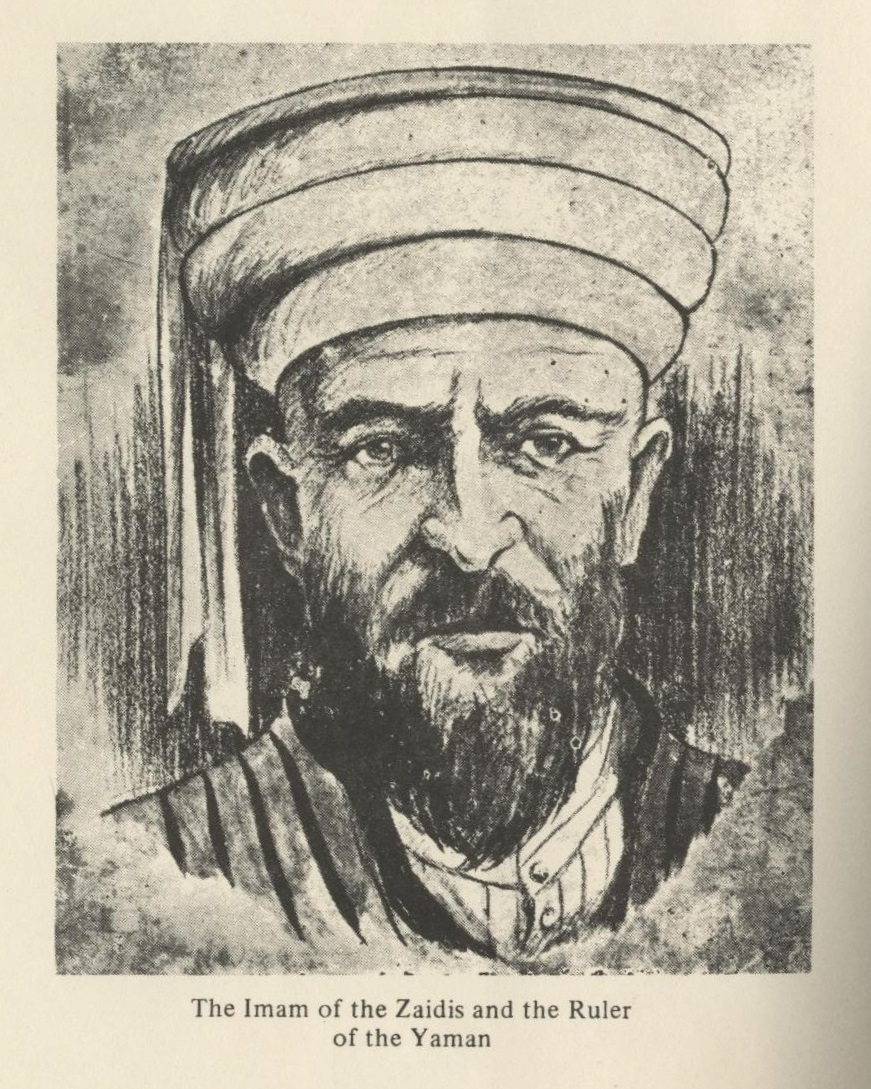
König Yahya Muhammad Hamid ad-Din (1911–1948)
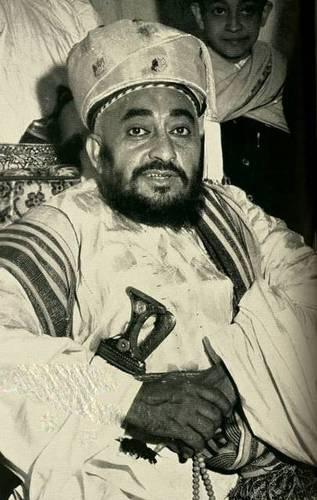
König Ahmad ibn Yahya (1948–1962)
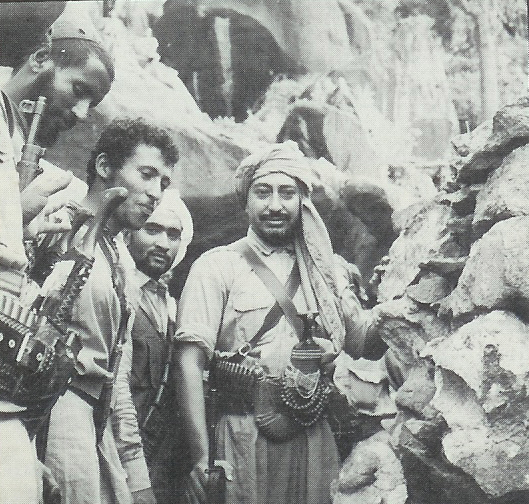
König Muhammad al-Badr (1962)